# فيكتور دا سيلفا ميدييروس
فيكتور دا سيلفا ميدييروس هو لاعب كرة قدم برازيلي في مركز الهجوم، ولد في 20 فبراير 1989 في البرازيل. لعب مع النادي الرياضي المركزي.

## وصلات خارجية
- فيكتور دا سيلفا ميدييروس على موقع قاعدة بيانات كرة القدم.إي يو (الإنجليزية)
- فيكتور دا سيلفا ميدييروس على موقع Soccerway.com (الإنجليزية)